# Rosenmontag (Hartleben)
Rosenmontag ist eine Offiziers-Tragödie in fünf Akten von Otto Erich Hartleben von 1900.

## Inhalt
Der Leutnant Hans Rudorff liebt die einfache Handwerkerstochter Gertrude Reimann. Durch Intrigen seiner Vettern Paul und Peter wird diese Beziehung auseinandergebracht, sie erzählen Gertrude, dass sich Hans bereits mit einer anderen Frau verlobt habe, und ihm, dass sie sich mit einem anderen Offizier eingelassen habe.
Daraufhin verlobt Hans sich mit Käthe Schmitz, der Tochter eines Kommerzienrates, so wie es seine Familie wollte.
Hans erfährt später von den Lügen der Vettern und gewinnt Gertrude für sich zurück. Da er dem Oberst und der Familie sein Ehrenwort für die Verlobung mit Käthe gegeben hat, sieht er keinen Ausweg mehr, als sich und Gertrude umzubringen.
Das Drama bezieht seine Stärke aus einer detaillierten und realistischen Darstellung des Alltagslebens von Offizieren in einer preußischen Kaserne im Rheinland. Die Handlung ist ein sentimentales Liebesdrama, dessen Figuren meist nur schematisch und ohne Entwicklung gezeichnet sind und dessen Abläufe teilweise unlogisch erscheinen.
Sie basiert auf dem Grundschema von Kabale und Liebe von Schiller und enthält auch ein wörtliches Zitat aus Der grüne Heinrich von Gottfried Keller, das nicht als solches erkennbar gemacht ist.

## Werkgeschichte
Otto Erich Hartleben hatte 1897 sein Offiziersdrama Abschied vom Regiment fertiggestellt, das wenig Erfolg hatte. Im Februar (und März?) 1899 schrieb er mit Hilfe seines Bruders Otto Hartleben, der aktiver Offizier gewesen war, in St. Andreasberg im Harz das Grundgerüst für das Drama Rosenmontag.
Am 3. Oktober 1900 erfolgte die Uraufführung im Deutschen Theater in Berlin und im Münchner Schauspielhaus. Danach wurde es Otto Erich Hartlebens größter Bühnenerfolg.

## Theateraufführungen
Rosenmontag wurde in zahlreichen Theatern in Deutschland und in anderen Ländern aufgeführt.
- 3. Oktober 1900 Deutsches Theater Berlin, Leitung Otto Brahm, mit Rudolf Rittner, Else Lehmann, Uraufführung, Erfolg, über 185 Aufführungen[6][7]
- 3. Oktober 1900 Schauspielhaus München, Uraufführung, schlechte Resonanz
- 15. Dezember 1900 Burgtheater Wien[8]
- 19. Februar 1901 Stadttheater Königsberg, weitere 10 Aufführungen bis 5. Mai 1901, 3 Aufführungen Mai 1904[9]
- 19. März 1901 Comedy Theater London, durch Deutsche Gesellschaft, in deutscher Sprache, gute Resonanz[10][11]
- Februar 1902 Neues Theater St. Petersburg, mit Lydia Jaworskaja, in russischer Sprache
- 17. März 1904 St James Theatre London Love's Carnival, in englischer Sprache, wahrscheinlich bis 21. März, vom Spielplan abgesetzt[12][13]
- 24. Februar 1906 Stadttheater (Teatr miejski) Krakau, in polnischer Sprache, weitere Aufführungen 25., 27. Februar, 8., 21. März[14]
- 5. Mai 1907 Stadttheater Danzig
- 1908 Schauspielhaus Düsseldorf, weitere Inszenierung 1911[15]
- 1921 Lobe-Theater Breslau

## Bearbeitungen
Filme
Es gab drei deutsche Filmbearbeitungen
- 1924: Rosenmontag, Regie Rudolf Meinert
- 1930: Rosenmontag, Regie Hans Steinhoff
- 1955: Rosenmontag, Regie Willy Birgel

Hörspiele
Es ist nur eine Hörspielfassung bekannt
- Rosenmontag, 6. März 1926, Ostmarken-Rundfunk AG

## Textfassungen
- Rosenmontag. Eine Offiziers-Tragödie in fünf Acten, S. Fischer Berlin, 1900, 16. Auflage 1906 Digitalisat; 18. Auflage 1907 Digitalisat; 1911 Text

- Love’s Carnival, translated by Rudolf Bleichmann, 1904